# Earl of Marlborough
Earl of Marlborough ist ein erblicher britischer Adelstitel, der zweimal in der Peerage of England verliehen wurde und nach dem Ort Marlborough in Wiltshire benannt ist.

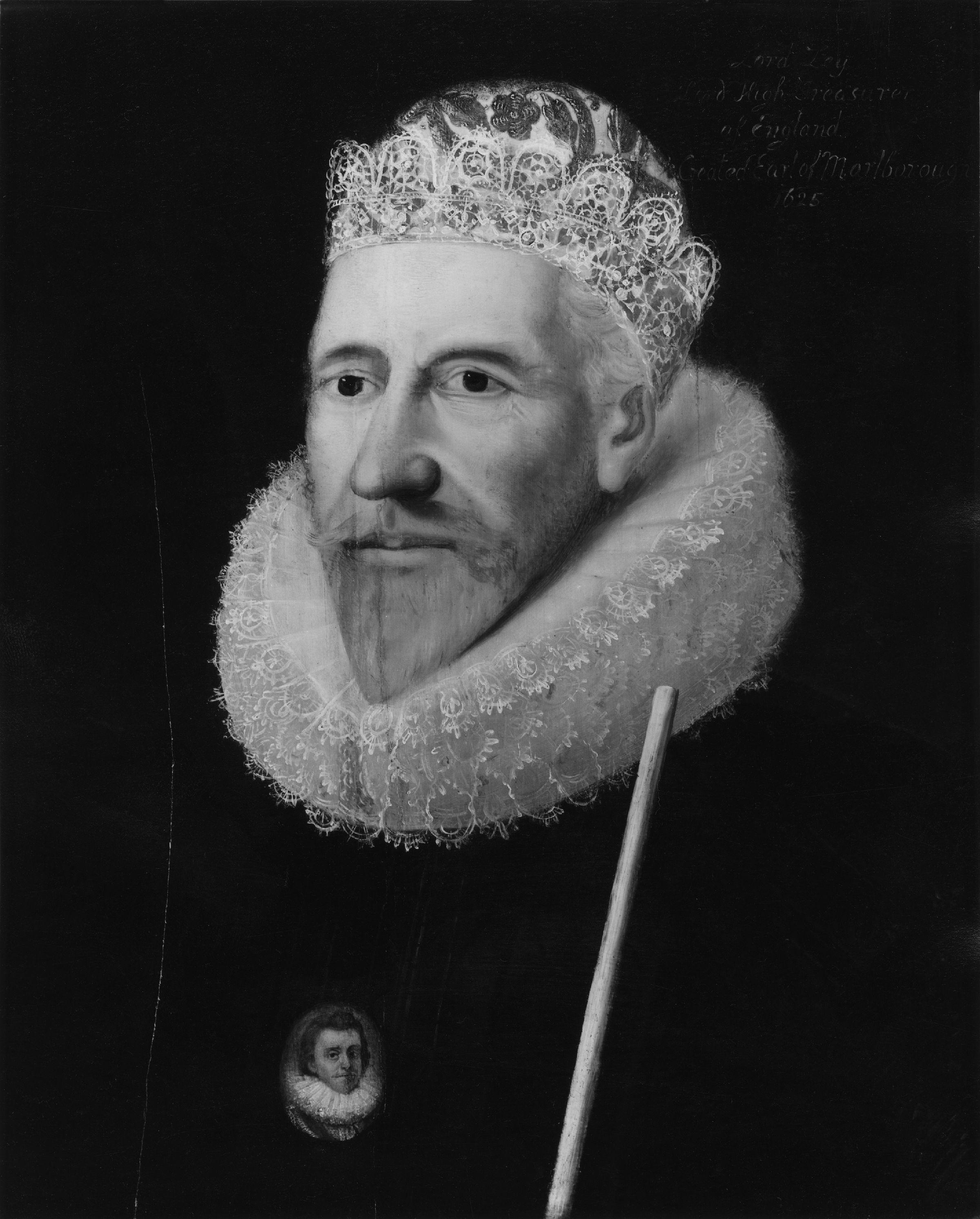
James Ley, 1. Earl of Marlborough

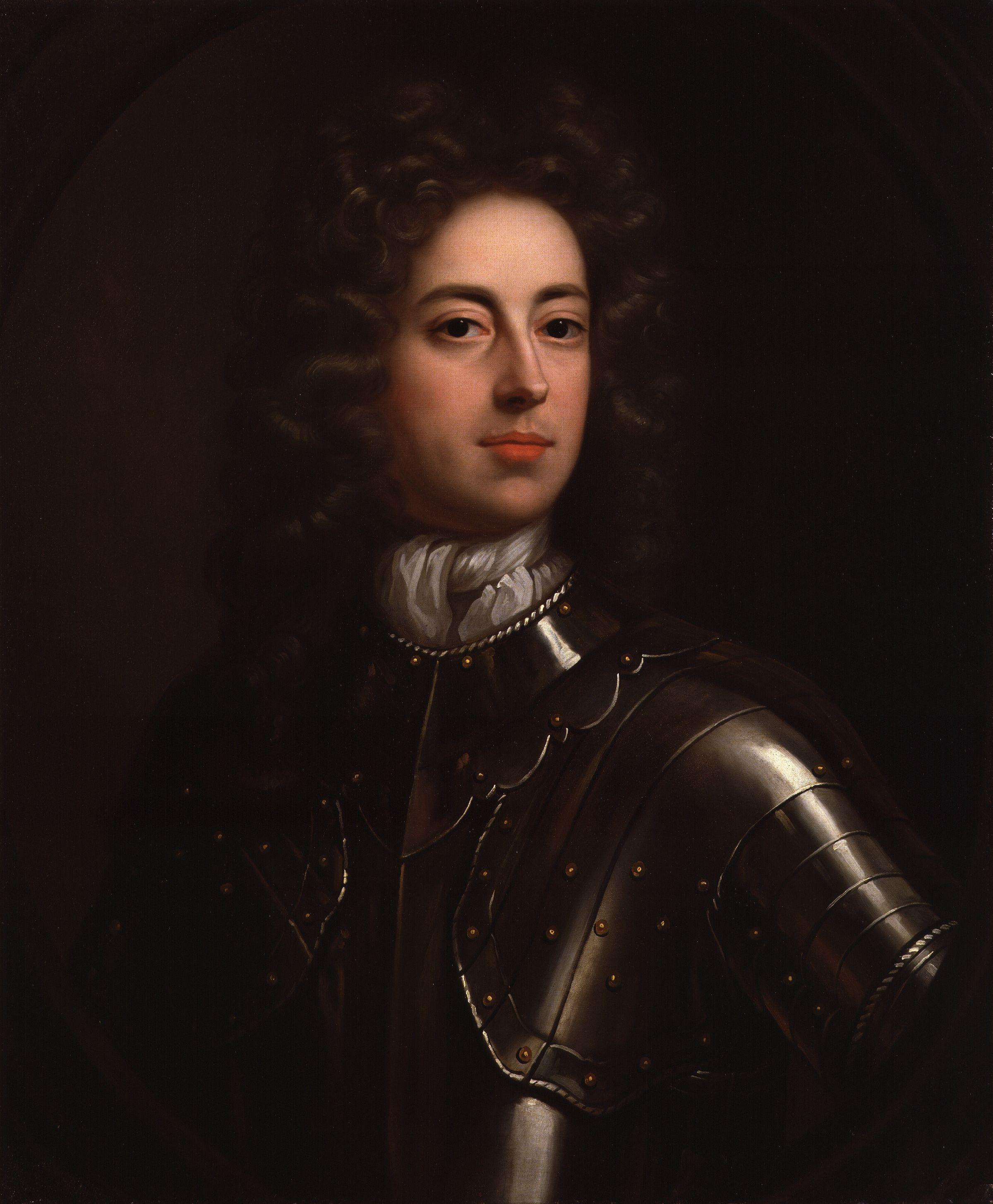
John Churchill, 1. Earl of Marlborough

## Verleihungen
Der Titel wurde erstmals am 5. Februar 1626 an den Lord Chief Justice und Lord High Treasurer, James Ley, 1. Baron Ley, verliehen. Dieser war bereits am 20. Juli 1619 in der Baronetage of England zum Baronet, of Westbury in the County of Wiltshire, sowie am 31. Dezember 1624 in der Peerage of England zum Baron Ley, of Ley in the County of Devon, erhoben worden. Das Earldom wurde ihm mit dem besonderen Zusatz verliehen, dass bei seinem Tod vorrangig an eventuelle männliche Nachkommen aus seiner dritten Ehe Jane Boteler und danach an seine übrigen männlichen Nachkommen fallen solle. Da seine dritte Ehe kinderlos blieb, beerbte ihn 1629 sein ältester Sohn aus erster Ehe als 2. Earl. Beim kinderlosen Tod seines jüngsten Sohnes aus erster Ehe, dem 4. Earl, 1679 erloschen alle drei Titel.
In zweiter Verleihung wurde der Titel am 9. April 1689 für John Churchill, 1. Lord Churchill of Eyemouth neu geschaffen in Anerkennung seiner Unterstützung bei der Glorious Revolution. Seine Gattin Sarah war eine enge Freundin und einflussreiche Beraterin von Königin Anne. Am 21. Dezember 1682 war er bereits in der Peerage of Scotland zum Lord Churchill of Eyemouth, of Eyemouth in the County of Berwick, und am 14. Mai 1685 in der Peerage of England zum Baron Churchill of Sandridge, of Sandridge in the County of Hertford, erhoben worden. Nachdem er sich als General im Spanischen Erbfolgekrieg besonders ausgezeichnet hatte, wurde er am 14. Dezember 1702 in der Peerage of England auch zum Duke of Marlborough und Marquess of Blandford erhoben. Kaiser Leopold I. erhob ihn am 28. April 1704 zudem zum Reichsfürsten und nachdem er in der Zweiten Schlacht von Höchstädt gemeinsam mit Prinz Eugen die bayrischen und französischen Truppen geschlagen hatte, am 18. November 1705 zum Fürst von Mindelheim. Als Mindelheim 1713/14 an das Kurfürstentum Bayern fiel, wurde er mit Nellenburg entschädigt. Da der einzige Sohn des 1. Dukes bereits am 20. Februar 1703, also zu dessen Lebzeiten, starb, erwirkte der Duke hinsichtlich seiner englischen Titel am 21. Dezember 1706 einen Act of Parliament über eine ergänzende Erbregelung. Gemäß dieser sind seine zur Peerage of England gehörigen Titel in Ermangelung männlicher Nachkommen auch in Primogenitur an weibliche Nachkommen vererbbar. Entsprechend erbte bei seinem Tod am 16. Juni 1722 seine älteste Tochter Henrietta seine englischen Titel als 2. Duchess, während seine römisch-deutschen und schottischen Titel mangels eines männlichen Erben erloschen. Das Earldom of Marlborough ist bis heute ein nachgeordneter Titel des jeweiligen Dukes.

## Liste der Earls of Marlborough

### Earls of Marlborough, erste Verleihung (1626)
- James Ley, 1. Earl of Marlborough (1552–1629)
- Henry Ley, 2. Earl of Marlborough (1595–1638)
- James Ley, 3. Earl of Marlborough (1618–1665)
- William Ley, 4. Earl of Marlborough (1612–1679)

### Earls of Marlborough, zweite Verleihung (1689)
- John Churchill, 1. Duke of Marlborough, 1. Earl of Marlborough (1650–1722)
- Henrietta Churchill, 2. Duchess of Marlborough, 2. Countess of Marlborough (1681–1733)
- Charles Spencer, 3. Duke of Marlborough, 3. Earl of Marlborough (1706–1758)
- George Spencer, 4. Duke of Marlborough, 4. Earl of Marlborough (1739–1817)
- George Spencer-Churchill, 5. Duke of Marlborough, 5. Earl of Marlborough (1766–1840)
- George Spencer-Churchill, 6. Duke of Marlborough, 6. Earl of Marlborough (1793–1857)
- John Spencer-Churchill, 7. Duke of Marlborough, 7. Earl of Marlborough (1822–1883)
- George Spencer-Churchill, 8. Duke of Marlborough, 8. Earl of Marlborough (1844–1892)
- Charles Spencer-Churchill, 9. Duke of Marlborough, 9. Earl of Marlborough (1871–1934)
- John Spencer-Churchill, 10. Duke of Marlborough, 10. Earl of Marlborough (1897–1972)
- John Spencer-Churchill, 11. Duke of Marlborough, 11. Earl of Marlborough (1926–2014)
- James Spencer-Churchill, 12. Duke of Marlborough, 12. Earl of Marlborough (* 1955)

Titelerbe (Heir apparent) ist der älteste Sohn des aktuellen Titelinhabers, George Spencer-Churchill, Marquess of Blandford (* 1992).